# Camponotus piceus

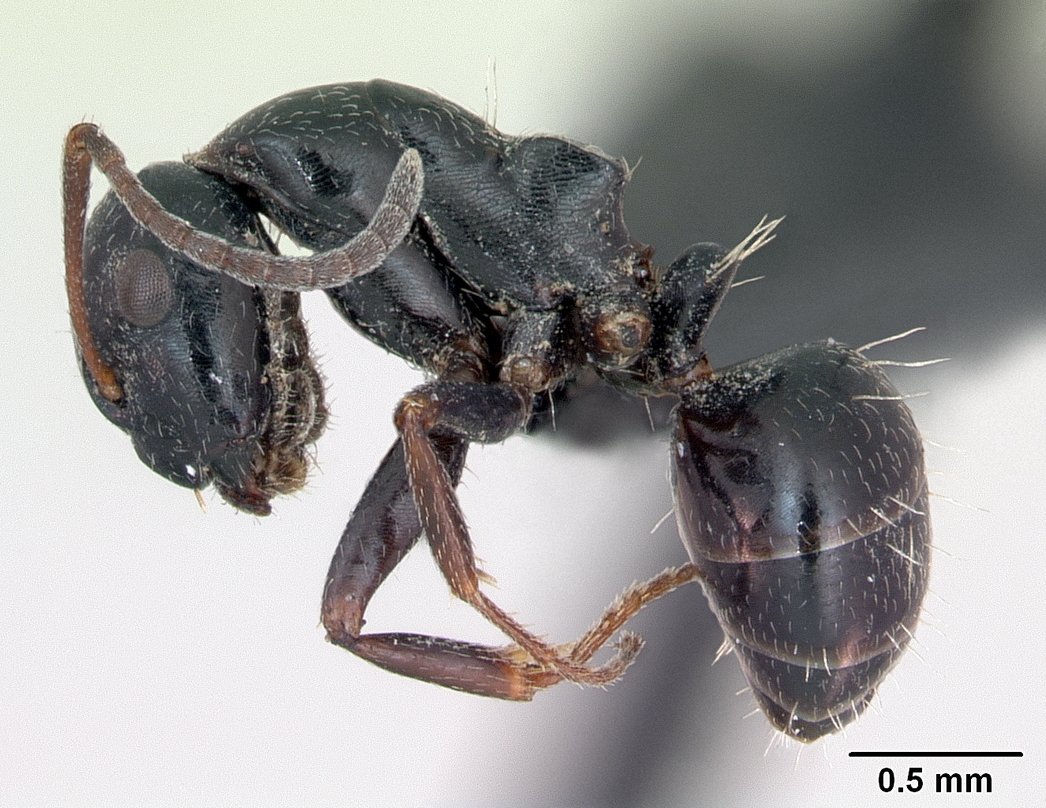

Camponotus piceus (лат.) — вид древесных муравьёв рода Camponotus из подсемейства формицины (Formicidae).

## Распространение
Западная Палеарктика: от Испании и Франции до России, Украины, Армении, Грузии, Турции и Ирана.

## Описание
Древесные муравьи чёрного цвета. Среднего размера, рабочие длиной около 5 мм (солдаты до 1 см). Отличается следующими признаками: проподеальный дозум сзади угловатый, но без зубцов; тело слабо пунктированное (частично сетчатое и блестящее), дорзальная поверхность мезосомы с глубоким метанотальным швом.
Стебелёк между грудкой и брюшком состоит из одного членика (петиолюс), несущего вертикальную чешуйку. Жало отсутствует.

## Систематика
Вид был впервые описан в 1825 году под первоначальным названием Formica picea Leach, 1825 и включён в состав подрода Myrmentoma вместе с такими видами как Camponotus gestroi, Camponotus abrahami и Camponotus aegaeus.